# Lucas Valley-Marinwood
Lucas Valley-Marinwood è una località degli Stati Uniti d'America (census-designated place, CDP) situata in California, nella contea di Marin.